# Maictes Dimacísio
Maictes (em grego: Μαΐκτης; romaniz.: Maíktēs; em armênio: Հմայեակ; romaniz.: Hmayeak) foi um nobre armênio (nacarar) do século V, membro da família Dimacísio, ativo durante o reinado do xainxá Vararanes V (r. 420–438).

## Nome
Maictes (Μαΐκτης, Maïktēs) é a forma grega do armênio Hemaieaque (Հմայեակ, Hmayeak). Deriva do parta Humai (Hu-māy [hwmy]) e Humaiaque (Hu-māy-ak [hwmyk]), que por sua vez deriva do iraniano antigo Humaiaca (*Hu-māya-ka-), "tem boa habilidade, bons feitiços, bom poder mágico". Foi registrado em avéstico como Humaia (Hu-māiiā- (fem.)) e Humaiaca (Hu-maiia-ka- (masc.)).

## Contexto

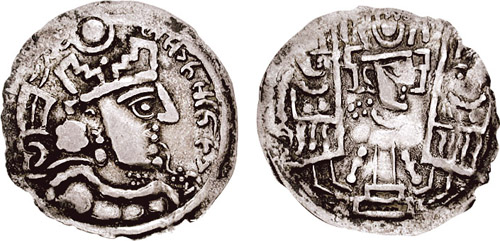
Dracma de r.

Em 428, os nacarares da Armênia peticionaram ao xainxá Vararanes V (r. 420–438) para que destronasse o rei Artaxias IV (r. 422–428) e abolisse a dinastia arsácida. Para governar o país, Vemir-Sapor foi nomeado como marzobã e e Vaanes II foi designado à tenência real. Vemir-Sapor morreu em 442, após uma administração considerada justa e liberal, na qual conseguiu manter a ordem sem ferir o sentimento nacional de frente. Vasaces I substituiu-o como marzobã. Vararanes permitiu a manutenção do cristianismo, enquanto procurava acabar com a influência do Império Bizantino sobre a Igreja da Armênia ao anexá-la à Igreja do Oriente. Contudo, seu filho e sucessor, Isdigerdes II (r. 438–457), era um pietista masdeísta e se comprometeu a impor o masdeísmo na Armênia.

## Vida

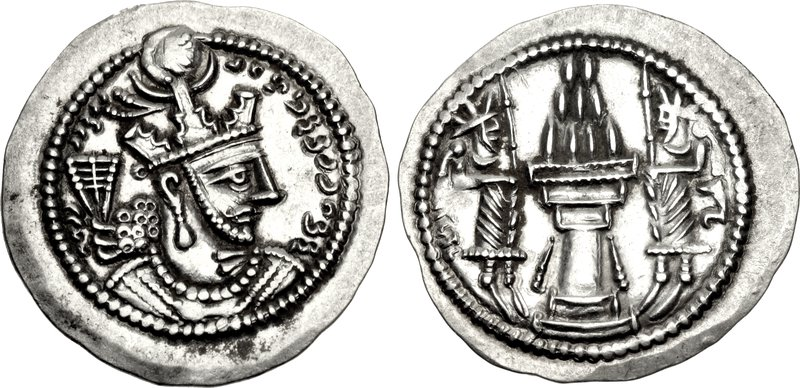
Dracma de r.

A parentela de Maictes é desconhecida, exceto que pertencia à família Dimacísio. Em 450, o asparapetes Vardanes II decidiu migrar com sua família e séquito rumo ao Império Bizantino, pois ressentia a política religiosa repressiva de Isdigerdes. Incomodado com essa possibilidade, o marzobã Vasaces I convocou alguns nobres e clérigos, dentre eles Maictes, para levarem uma carta sua a Vardanes com a intenção de convencê-lo a ficar. No mesmo ano, quando Vardanes II liderou uma grande revolta contra a autoridade de Isdigerdes II, esteve entre os nobres que apoiaram a causa rebelde. Participou na Batalha de Calcal de 450, onde pereceu no combate. Nela, ficou responsável com o suporte da segunda divisão do exército, situada à esquerda, cujo comandante era Corianes Corcorúnio.